# San Agustín Amatengo
San Agustín Amatengo es una localidad del estado mexicano de Oaxaca. Es cabecera del municipio de San Agustín Amatengo.

## Demografía
| Censo | Población |
| ----- | --------- |
| 1900  | 1659      |
| 1910  | 1765      |
| 1921  | 1390      |
| 1930  | 1637      |
| 1940  | 1697      |
| 1950  | 1932      |
| 1960  | 2023      |
| 1970  | 2168      |
| 1980  | 1517      |
| 1990  | 2229      |
| 1995  | 1856      |
| 2000  | 1752      |
| 2005  | 1450      |
| 2010  | 1294      |
| 2020  | 1577      |